# Konbirella
Konbirella là một chi bọ cánh cứng trong họ Chrysomelidae.
Chi này được miêu tả khoa học năm 1892 bởi Duvivier.

## Các loài
Chi này gồm các loài:
- Konbirella cardoni (Duvivier, 1892)